# ラランド・ド・ポムロールAOC
ラランド・ド・ポムロール （Lalande-de-pomerol）は、ボルドーワインの1つ。ラランド＝ド＝ポムロールと、南東に接するネアックが、AOCラランド・ド・ポムロールを構成している。
ワインは、メルロー種のぶどうを主体にして作られる、こくのある赤ワインで、南に接するポムロール地区に比べ、それほど差のあるものではないが、ポムロールがボルドーワインではいちばん高価な「シャトー・ペトリュス」を擁しているのに対し、こちらはさほど有名なシャトーがないこともあり、品質の割には価格が安い。